# Companhia das Docas do Estado da Bahia
A Companhia das Docas do Estado da Bahia (CODEBA) é uma autoridade portuária que tem como finalidade administrar e explorar os portos de Salvador, Ilhéus e Aratu. Com sede em Salvador, é uma sociedade de economia mista vinculada à Secretaria de Portos da Presidência da República. A construção, administração e exploração, entre outras atribuições, de portos e instalações portuárias no estado da Bahia são de responsabilidade da empresa.

## História
Objetivando administrar e explorar a atividade portuária dos portos de Salvador, Aratu e Ilhéus, nasce em 17 de fevereiro de 1977, como empresa de economia mista, a Companhia das Docas do Estado da Bahia (Codeba). Esse processo fez parte da implantação do novo modelo de gestão portuária adotada em todo o país, a partir de 1976, que trouxe benefícios para um setor que era administrado exclusivamente pelo Governo Federal por meio do Departamento Nacional de Portos e Vias Navegáveis (DNPVN) e da Empresa de Portos do Brasil S.A. (Portobrás).
Ainda no contexto social a CODEBA, tem um papel importante perante a comunidade portuária, pois é a responsável pela festa de São Nicodemus, que já incorpora o calendário religioso do estado. Iniciada na década de 1940, reúne empregados, usuários, operadores, sindicatos e órgãos afins num dia de festejos, que incluem eventos religioso, cultural, esportivo e festivo.